# Бандар ибн Талал Аль Рашид
Бандар ибн Талал Аль-Рашид (1850—1872) — четвёртый правитель эмирата Джебель-Шаммар, правивший с 1869 года по 1872 год.

## Биография
Бандар родился в 1850 году. Он был старшим сыном второго эмира Талала ибн Абдаллаха и внуком Абдаллаха ибн Али Аль Рашида, основавшего эмират в 1836 году.
После того, как Талал ибн Абдаллах покончил жизнь самоубийством в 1868 году, назрел вопрос о передаче власти, что в итоге привело к внутрисемейному кризису. Спор был между Бандаром и его дядей Митабом. Поскольку после смерти Абдаллаха аль-Али, первого правителя эмирата, его брат Убайд сделал Талала правителем, то есть власть переходила от отца к сыну, а не от брата к брату. С этой точки зрения Бандар считал, что он имеет больше прав на власть, чем его дядя Митаб, потому что, как старший сын Талала, он должен унаследовать правление. Со своей стороны, Митаб решил не отказываться от власти, и урезал деньги с сыновей Талала, а их старший дядя Убайд пытался примирить их, но Митаб не реагировал на попытки уладить отношения. Из-за этого Убайд решил не препятствовать Бандару убить Митаба. Бандар и его брат Бадр убили своего дядю и эмира Митаба во дворце Барзан в 1869 году, и Бандар стал эмиром Джебель-Шаммара.

## Правление
Бандар столкнулся с первыми потрясениями со смертью Убайда ибн Али ар-Рашида, в конце 1869 года, и именно он полагался на него против остальных членов его семьи, тем более что большая часть из них были недовольны тем, что он убил своего дядю Митаба и взял власть силой. А самым опасным из тех, кто возмущался на него, был его дядя, Мухаммад ибн Абдаллах Аль Рашид, находившийся в момент убийства своего брата Митаба в Эр-Рияде с имамом Абдаллахом ибн Фейсалом. Когда он узнал о гибели своего брата Митаба от рук его племянника Бандара, он хотел отомстить Бандару, но присутствие их дяди Убайда возле Бандара заставило Мухаммада задержать его реакцию из-за того, что он не смог противостоять своему дяде Убайду. Когда Убайд умер в 1869 году, Мухаммад решил отправиться в Хаиль, и как только Бандар узнал об этом, он отправился к Эр-Рияду встретиться со своим дядей перед его отъездом, и он встретился с ним там, и они договорились об урегулировании двух вопросов:
1. Бандар по-прежнему оставался эмиром, имея в своих руках военную мощь и внешнюю политику.
2. Мухаммад назначен ответственным за финансы, коммерческие конвои и внутреннюю безопасность.

## Смерть
Но Мухаммад всё ещё таил зло на своего племянника и выжидал подходящего момента, чтобы от него избавиться. Вскоре между ними возник спор, когда принц Бандар издал приказ всем не иметь дела ни с одним членом племени зафир и не допускать ни их, ни их конвои в Хаиль. Бандар знал, что у его дяди Мухаммада был бизнес в Ираке, и что он арендовал верблюдов для перевозки товаров из Ирака в Хаиль, и он считал, что Мухаммад вмешивается в его полномочия, которые Бандар обещал предоставить ему, и он позволил им войти в Хаиль, проигнорировав приказ Бандара. Когда Бандар узнал об этом, он вышел Бросившись на Мухаммада, он спросил его: «Кто такой эмир? Я или ты?» Это было началом словесной перепалки, и Мухаммад достал пистолет, выстрелил из него в Бандара и убил его на глазах у людей. Бадр пытался убежать от него, но солдаты Мухаммада погнались за ним и убили его. Затем он пошёл во дворец сыновей Талала и убил их всех, кроме Найефа, который был молод. Это было в 1872 году, и он назначил себя эмиром Джебель-Шаммара.